# Giuseppe Casorti
Giuseppe Casorti (4. december 1749 – 11. juli 1826) var en italiensk mimiker og pantomimeforfatter. 
Casorti, der fødtes i en omrejsende artistfamilie, virkede den sidste snes år af sit liv i Danmark bl.a. på Vesterbro Morskabsteater, som han sammen med James Price (1761-1805) havde opført uden for København. Her var han en udmærket fremstiller af Pjerrot og tillige en habil forfatter til mange pantomimer, af hvilke flere (Harlekin mekanisk Statue, Harlekin Skelet) endnu opførtes; han førte ved sit arbejde den danske pantomimik tæt på dens oprindelige italienske forbillede. 